# The Swingin'st
| Recensione | Giudizio |
| ---------- | -------- |
| AllMusic   |          |

The Swingin'st è il primo album solistico del sassofonista jazz statunitense Vido Musso, pubblicato dall'etichetta discografica Modern Records nell'ottobre del 1956.

## Tracce

### LP
Lato A
Musiche di Jules Taub (Julius Bihari), eccetto dove indicato.
1. Sing, Sing, Sing – 3:13 (musica: Louis Prima)
2. Back Street Boogie – 2:35
3. Jersey Bounce – 2:58 (musica: Tiny Bradshaw, Bobby Plater, Eddie Johnson)
4. Movin' On – 2:15
5. Emaline – 2:15 (musica: Jimmy McHugh)
6. Rockin' Time – 2:50

Lato B
Musiche di Jules Taub, eccetto dove indicato.
1. Vido's Boogie – 2:37
2. Sherry Pink – 2:40
3. On Stage – 2:55
4. Rollin' – 2:45
5. Rock House Blues – 2:57
6. Russian Lullabye – 2:19 (musica: Irving Berlin)

## Formazione
The Vido Musso Organization
- Vido Musso – sassofono tenore
- Maynard Ferguson – tromba
- Chico Alvarez – tromba
- Milt Bernhart – trombone
- Willard McDaniel – piano
- John Miles – contrabbasso (non accreditato nelle note di retrocopertina dell'album originale)
- Jackie Mills (o) Bobby White – batteria

Note aggiuntive
- Florette Bihari – produttore, art direction copertina album originale
- Burden-Walker, Beverly Hills – foto copertina album originale[3]